# 赛默飞世尔科技
赛默飞世尔科技（英語：Thermo Fisher Scientific Inc.）简称赛默飞世尔或赛默飞，是一家美国生物技术和医疗器械公司。

## 历史

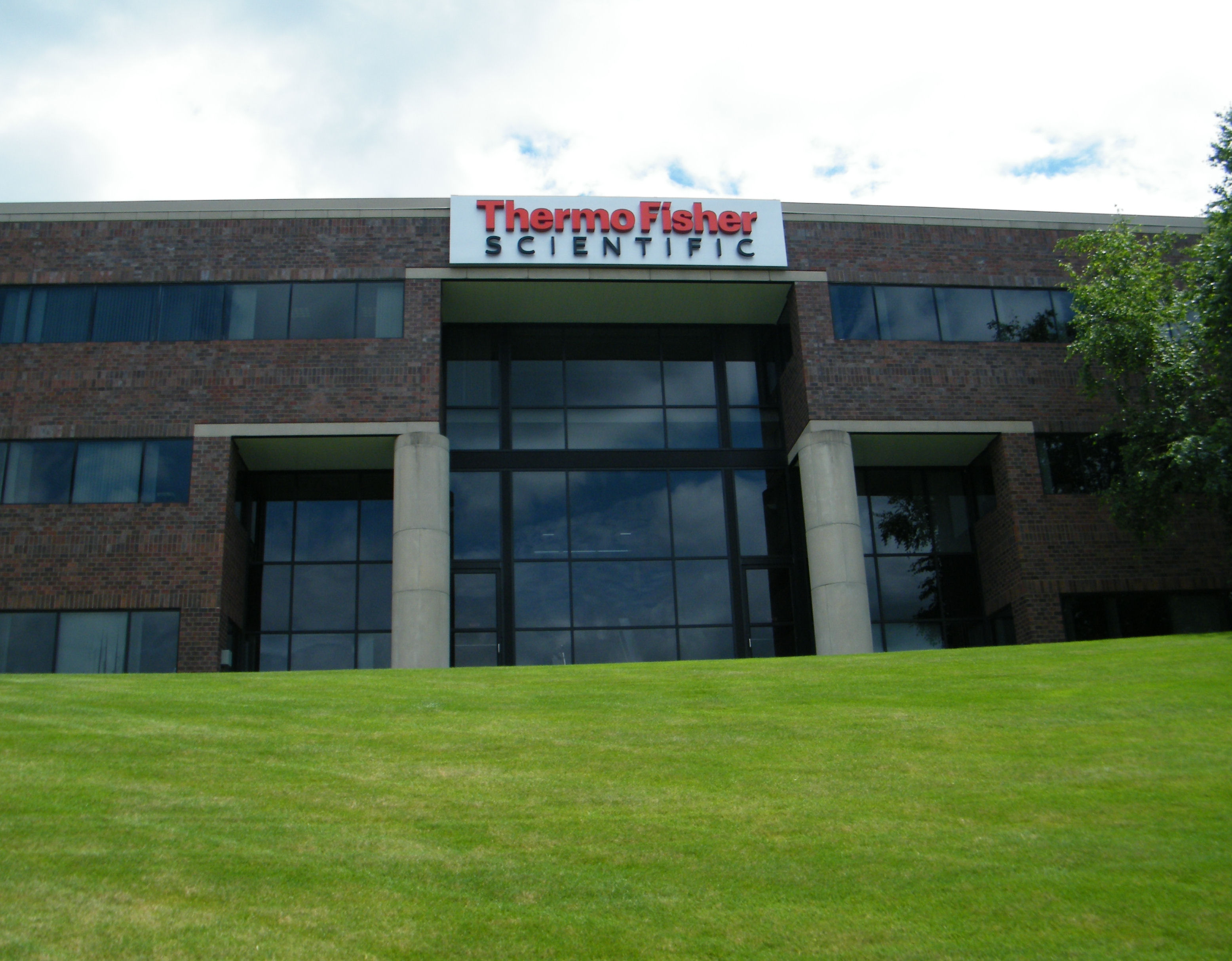
前集团总部

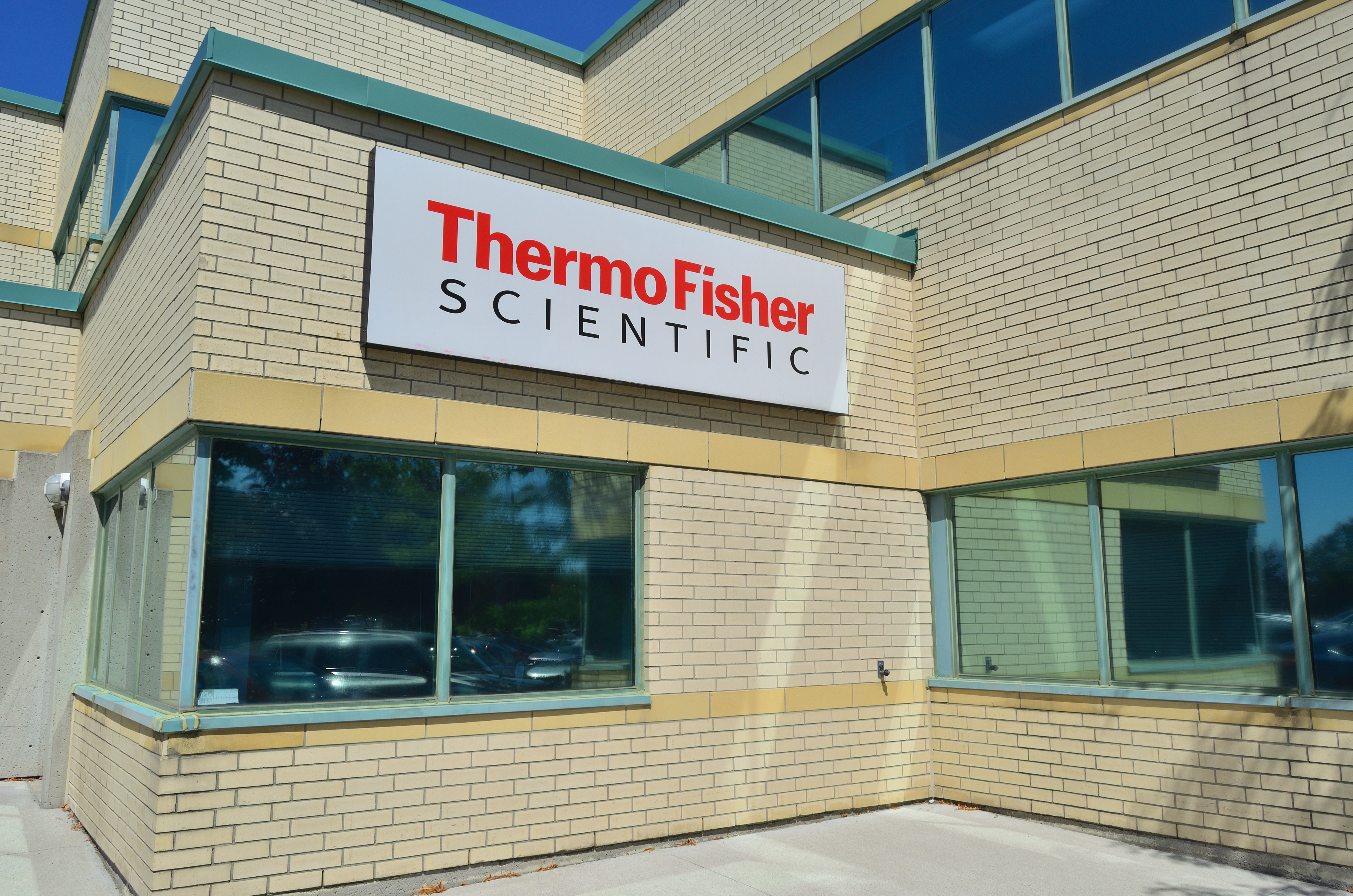
加拿大办事处

2006年5月14日由两家美国生物技术公司合并而成，总部位于美国沃尔瑟姆 (马萨诸塞州)。主要生产实验室设备，试剂，分析仪器，耗材和软件。1984年进入中国市场。截至2019年在中国已经拥有7家工厂，5千多名员工。
- 2021年1月19日，赛默飞世尔科技公司以约4.5亿美元的现金收购Mesa Biotech。[3]
- 2021 年 1 月，赛默飞宣布以 7.25 亿欧元现金收购了比利时病毒载体制造商 Henogen SA。[3]
- 2021 年 4 月，赛默飞世尔宣布以 174 亿美元的现金总价收购合同研究机构 PPD, Inc.，外加约 35 亿美元的净债务假设。 PPD 在 2020 财年创造了 47 亿美元的收入，这笔交易使他们的公司估值约为 209 亿美元。[3]

## 产品
- 抗体、小分子探针、酶（英潍捷基）
- 基因纯化、转染、测序（英潍捷基、Applied Biosystems）
- DNA微阵列（Affymetrix）
- 细胞培养（Gibco（英语：Life Technologies））
- 精细化学品（阿法埃莎、Fisher（英语：Fisher Scientific））
- 实验室电器（Thermo（英语：Thermo Electron Corporation）、Life Technologies）
- 实验室仪器（Fisher（英语：Fisher Scientific）、Applied Biosystems）
- 实验室器皿（Nalgene）
- 临床诊断（Phadia）
- 实验室设计（Thermo（英语：Thermo Electron Corporation））
- 制药服务（Patheon）
- 临床试验（PPD, Inc.）
- 电子显微镜（FEI（英语：FEI Company））